# Кастел ди Лева (Рим)
Кастел ди Лева је насеље у Италији у округу Рим, региону Лацио.
Према процени из 2011. у насељу је живело 570 становника. Насеље се налази на надморској висини од 93 м.